# Генріх фон Лютвіц
Барон Генріх фон Лютвіц (нім. Heinrich Freiherr von Lüttwitz; нар. 6 грудня 1896, Праушниц, Сілезія — пом. 9 жовтня 1969, Нойбург-ан-дер-Донау, Баварія) — німецький воєначальник, генерал танкових військ (1944) Сухопутних військ нацистської Німеччини. Учасник Першої та Другої світових війн, один з 160 кавалерів Лицарського хреста з Дубовим листям та мечами (1945). За часів Другої світової війни командував танковими та загальновійськовими з'єднаннями та об'єднаннями.
Кузен німецьких генералів Сміло фон Лютвіца (кавалер Лицарського хреста з Дубовим листям та мечами) і Гіацинта графа фон Штрахвітца (кавалер Лицарського хреста Залізного хреста з Дубовим листям‎, Мечами та діамантами).

## Біографія
Генріх (Хайнріх) Діпольд Георг фрейхерр фон Лютвіц (нім. Heinrich Diepold Georg Freiherr von Lüttwitz) народився 6 грудня 1896 у сілезькому місті Праушниц, у родині потомствених представників давніх прусських військових традицій.
Військова кар'єра
- 6 серпня 1914 — фанен-юнкер
- 29 жовтня 1914 — фенрих
- 1 грудня 1914 — лейтенант
- 1 квітня 1925 — оберлейтенант
- 1 лютого 1931 — ротмістр
- 1 січня 1936 — майор
- 1 лютого 1939 — оберстлейтенант
- 1 жовтня 1941 — оберст
- 1 грудня 1942 — генерал-майор
- 1 червня 1943 — генерал-лейтенант
- 1 листопада 1944 — генерал танкових військ

Генріх фон Лютвіц відразу після початку Першої світової війни 10 серпня 1914 записався добровольцем до 1-го Західно-Прусського уланського полку імені російського імператора Олександра III (нім. Ulanen-Regiment „Kaiser Alexander III. von Rußland“ (Westpreußisches) Nr. 1). 29 жовтня 1914 отримав звання фенриха, а 1 грудня 1914 року — лейтенанта. Посідав посаду командира взводу; згодом був переведений до 3-го запасного драгунського полку, у складі якого продовжував битися з російською армією на Східному фронті.
Після війни Генріх фон Лютвіц приєднався спочатку до Добровольчого корпусу, служив у Прикордонній стражі на сході Німеччини, вів бойові дії проти поляків, за що був нагороджений орденом Орла. Потім він був переведений до армії і поступив на службу до 8-го прусського рейтарського полку. Тут офіцер перебував на різних посадах до 30 вересня 1936. Спочатку він служив у першому ескадроні в Міличі, з 1929 у полковій штаб-квартирі в Оелсі і з квітня 1931 командир 4-го ескадрону в Намслау. З 1 жовтня 1935 знову на штабній роботі у рейтарському полку. З 1 жовтня 1936 року призначений начальником 1-го відділу штабу 4-го кавалерійського полку в Ольштині, який пізніше був переформований на 1-й розвідувальний батальйон 1-ї танкової дивізії.
1 березня 1939 Генріх фон Лютвіц підвищений у званні до оберстлейтенанта. З початком Польської кампанії командує своїм моторизованим розвідувальним батальйоном 3-ї танкової дивізії, проте вже 2 вересня отримав у бою поранення й відправлений на лікування до шпиталю. Після завершення курсу реабілітації зарахований до резерву, а 1 липня 1940 призначений на посаду командира 59-го мотопіхотного батальйону в танковій дивізії на чолі якого брав участь у Французькій кампанії 1940 року. З 16 жовтня 1940 року — командир 101-го мотопіхотного полку 20-ї танкової дивізії.
22 червня 1941 року з початком вторгнення німецьких військ до Радянського Союзу оберстлейтенант Генріх фон Лютвіц, командир 101-го мотопіхотного полку, а з 28 червня 1941 — 59-го моторизованого полку 20-ї мотопіхотної бригади, брав участь у перших битвах німецько-радянської війни. На чолі своїх частин вів активні бойові дії в Білорусі, бився під Смоленськом та Москвою. З жовтня 1941 року — оберст, у грудні 1941 року нагороджений Золотим німецьким хрестом.
1 червня 1942 призначений командиром 20-ї моторизованої бригади 20-ї танкової дивізії. У травні 1942 року за успішне командування військовими формуваннями у боях у районі Гжатська нагороджений Лицарським хрестом Залізного хреста. В серпні 1942 року — важко поранений (Золотий знак за поранення). З 1 жовтня 1942 року — командир 20-ї танкової дивізії 2-ї танкової армії, веде бої в районі Орла. У грудні 1942 року присвоєне чергове військове звання — генерал-майор.
З червня 1943 року генерал Генріх фон Лютвіц переведений до штабу Головного командування Вермахту (ОКВ) з присвоєнням звання генерал-лейтенант.
З лютого 1944 року — командир 2-ї танкової дивізії, літом на чолі дивізії веде бої в Нормандії, протистоїть наступу англо-американських військ на Західному фронті. На початку вересня 1944 року за бої в Нормандії нагороджений дубовим листям до Лицарського хреста, й призначений командиром 47-го танкового корпусу. З листопада 1944 року підвищений у званні в генерали танкових військ.
У грудні 1944 року танковий корпус генерала Г.фон Лютвіца брав найактивнішу участь в Арденському контрнаступі Вермахту. Навесні 1945 року — відступив на Рейн.
16 квітня 1945 генерал танкових військ Генріх фон Лютвіц під час боїв у Рурському котлі був узятий в американський полон, Проте, 9 травня 1945 року, вже після капітуляції Німеччини, рейхсканцлер Деніц підписав указ про нагородження його мечами (№ 157) до Лицарського хреста з дубовим листям.

## Нагороди
- Залізний хрест 2-го і 1-го класу
- Нагрудний знак «За поранення» в чорному
- Сілезький Орел 2-го ступеня
- Почесний хрест ветерана війни з мечами
- Медаль «За вислугу років у Вермахті» 4-го, 3-го, 2-го і 1-го класу (25 років)
- Застібка до Залізного хреста 2-го і 1-го класу
- Нагрудний знак «За поранення»
  - в сріблі (2 березня 1940)
  - в золоті (29 серпня 1942)
- Німецький хрест в золоті (19 грудня 1941)
- Лицарський хрест Залізного хреста з дубовим листям і мечами
  - лицарський хрест (27 травня 1942)
  - дубове листя (№ 571; 3 вересня 1944)
  - мечі (№ 157; 9 травня 1945)
- Медаль «За зимову кампанію на Сході 1941/42»
- Нагрудний знак «За танкову атаку» в сріблі